# Tim Fehlbaum
Tim Fehlbaum (Basilea, 1982) è un regista, sceneggiatore e direttore della fotografia svizzero.

## Biografia
Tim Fehlbaum è nato a Basilea nel 1982. Dal 2002 al 2009 ha studiato regia presso l'Università della televisione e del cinema di Monaco di Baviera. Durante questo periodo, ha realizzato diversi cortometraggi, video musicali e ha lavorato come operatore di ripresa a diversi documentari. Nel 2011 ha debuttato al cinema con il film horror Apocalypse con Hannah Herzsprung, Angela Winkler e Lars Eidinger e presentato al Locarno Film Festival. Nel 2021 è uscito il suo secondo film da regista, Tides, presentato in anteprima al Festival internazionale del cinema di Berlino. Nel 2025 ha ricevuto la candidatura al Premio Oscar per la miglior sceneggiatura originale per September 5 - La diretta che cambiò la storia.

## Filmografia

### Regista

#### Cinema
- Nicht meine Hochzeit, registi vari (2004)
- Apocalypse (Hell) (2011)
- Tides (2021)
- September 5 - La diretta che cambiò la storia (September 5) (2024)

#### Cortometraggi
- Für Julian (2003)
- Wo ist Freddy? (2006)
- Flicker (2016)

### Sceneggiatore

#### Cinema
- Nicht meine Hochzeit, registi vari (2004)
- Apocalypse (Hell), regia di Tim Fehlbaum (2011)
- Tides, regia di Tim Fehlbaum (2021)
- September 5 - La diretta che cambiò la storia (September 5), regia di Tim Fehlbaum (2024)

#### Cortometraggi
- Für Julian, regia di Tim Fehlbaum (2003)

### Direttore della fotografia
- Kinder der Schlafviertel, regia di Korinna Krauss e Janna Ji Wonders - cortometraggio (2005)
- My American Cousin, regia di Severin Winzenburg - cortometraggio (2008)
- Doppelmord, regia di Korinna Krauss - cortometraggio (2012)
- Don't ask questions, come with me, regia di Wadim Kem - cortometraggio (2015)

### Produttore
- Tides, regia di Tim Fehlbaum (2021)

## Riconoscimenti
- Premio Oscar
  - 2025 - Candidatura alla miglior sceneggiatura originale per September 5 - La diretta che cambiò la storia
- Critics' Choice Awards
  - 2025 - Candidatura alla miglior sceneggiatura originale per September 5 - La diretta che cambiò la storia